# Еремей Глебович
Иереми́я (Еремей) Гле́бович (? — уб. 1238)— владимирский воевода.
В 1220 году великий князь Юрий Всеволодович отправил своего брата Святослава с полками против камских болгар, «а воеводство приказа Еремею Глебовичу». Следствием похода стало заключение мира на русских условиях. В 1228 году Еремей Глебович вместе с племянником Юрия Василько Ростовским возглавил поход на мордву, который пришлось отложить из-за неблагоприятных погодных условий. В 1237 году великий князь послал его со своим сыном Всеволодом и войском на помощь рязанским князьям против монголов. В ожесточённой битве у Коломны Еремей Глебович погиб, русскому войску не удалось остановить монголов, его остатки отступили к Владимиру с Всеволодом Юрьевичем.